# 中村雄二郎 (ドラマー)
中村 雄二郎（なかむら ゆうじろう、1979年3月21日 - ）は、日本の音楽家、ドラマー。愛知県生まれ、東京都国分寺市出身。

## プロフィール
16歳のときにドラムを始める。高校卒業後、アメリカ合衆国ボストンのバークリー音楽大学で4年間ドラム、およびパーカッションを学ぶ。在学中、ジョン・ハジラ、ジョン・ラムジー、ケンウッド・デナード、ジョン・ラムキンなどに師事。徐々に頭角を表し、ボストンの老舗ジャズ・クラブであるウォーリーズ・カフェにてハウスドラマーも務める。その後ニューヨークへ移動し、プロミュージシャンとしての活動を開始。若手ミュージシャンの登竜門であるクレオパトラズ・ニードルや、ハーレムにある老舗ジャズ・クラブ、セント・ニックス・パブなどでハウスドラマーを務める傍ら、ニューヨークの音楽シーンを代表する女性ヴォーカルであるイヴ・コーネリアスのバンドに参加し、レノックス・ラウンジ、スィートリズム、バードランドなど一流クラブにも多数出演する他、ロイ・ハーグローブ、ディビッド・キコスキ、ウォルター・スミス3世、ジャリール・ショウなど、世界的なアーティスト達と共演する。また2004年、2005年には日本を代表するサックス奏者である長谷川朗、2007年、2008年、2009年にはピアノ奏者である百々徹の日本ツアーに参加し、来日をはたす。
ニューヨークを拠点にアメリカ各地で活躍中。

## 共演者
- Roy Hargrove
- David Kikoski
- Eve Cornelious
- Walter Smith Ⅲ
- Jaleel Shaw
- Wynton Marsalis
- Jay Thomas
- Darren Barrett
- Jason Palmer
- Gretchen Parlato
- Justin Wart
- Craig Polasko
- Roger Lent
- Ellyne Plotnik
- Patrik Wolff
- Warren Wolf
- Curtis Brothers
- Anthony Wansey
- John venites
- 白崎綾子
- 山下真理
- 百々徹
- 長谷川朗
- TOKU
- 広瀬未来
- 阿部大輔

## ディスコグラフィー
1. Ro Hasegawa/ In This Case (2004)  © Copyright-Bass On Top Inc.(634479117664)
2. Patrik Wolff/ Petals (2004)
3. Ellyne Plotnik/ I Walk Alone (2005)
4. Mari Yamashita/ Erato (2007)	EM-1001 Erato Music
5. Mari Yamashita/ Sunflower (2009)　	EM-1002 Erato Music
6. Miki Hirose/ A Day in New York (2010)　2010 JAZZ LAB. RECORDS　B0045GEKXI
7. Leah Finnie/ Lady Leah (2011)
8. Ryo Sasaki/ Joy Springs (2011)

## 出演
(TV)
- Boston Fox News (Jason Palmer Trio)
- City Channel New York (Eve Cornelious Trio)
- CBS Seattle (Jay Thomas East and West Jazz Alliance)

(Radio)
WBC Seattle Jazz Channel KPLU88.5 (Jay Thomas and Shunzo Ohno Group) 